# Зыков, Михаил Ефимович
Михаил Ефимович Зыков (1918—2006) — советский государственный и политический деятель, первый секретарь Ижевского горкома КПСС.

## Биография
Родился в 1918 году в Усть-Канском районе Алтайского края. Член ВКП(б).
С 1937 года — на общественной и политической работе. В 1937—2005 гг. — преподаватель математики Шебалинской средней школы, в Сибирском металлургическом институте учился в 1938—1943, техник Кузнецкого металлургического комбината, работал на Воткинском машиностроительном заводе с 1943 по 1947, на партийной работе в Удмуртской АССР с 1954, первый секретарь Ижевского горкома КПСС с 1963, глава Республиканского совета ветеранов войны, труда, Вооруженных Сил и правоохранительных органов.
Избирался депутатом Верховного Совета РСФСР 8-го, 9-го, 10-го, 11-го созывов.
Умер 10 июня 2006 года в Ижевске. Похоронен на Хохряковском кладбище Ижевска.

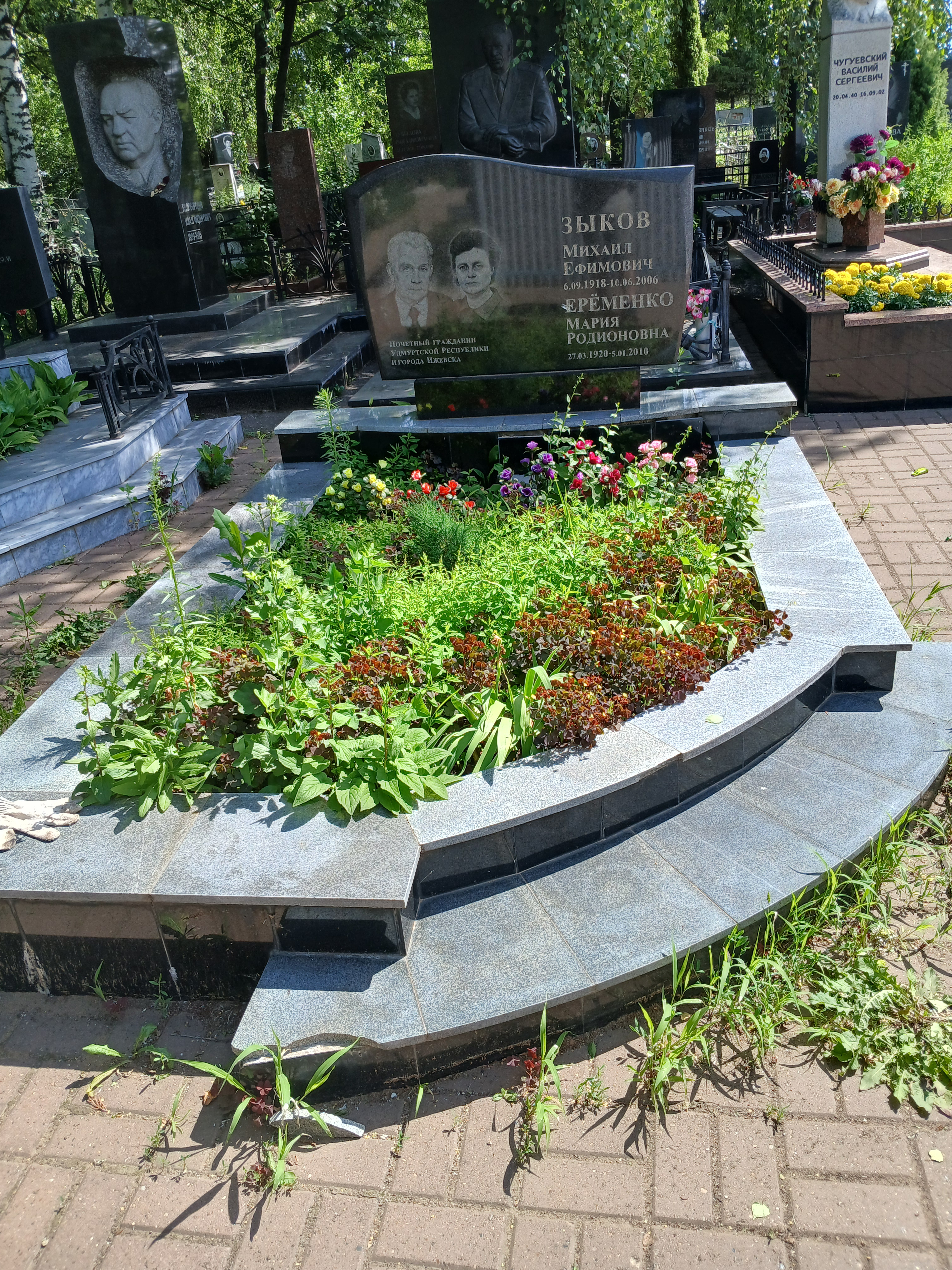